# Roger Avermaete
Roger Avermaete (Amberes, 27 de octubre de 1893-Amberes, 15 de septiembre de 1988) era un escritor, dibujante y crítico de arte belga cofundador en 1919 del grupo vanguardista Lumière y fundador y director de la Escuela de oficios artísticos de Amberes (1926). También fue miembro del Instituto de Francia y de la Real Academia de Bélgica.